# Łęg (Nawojowa)

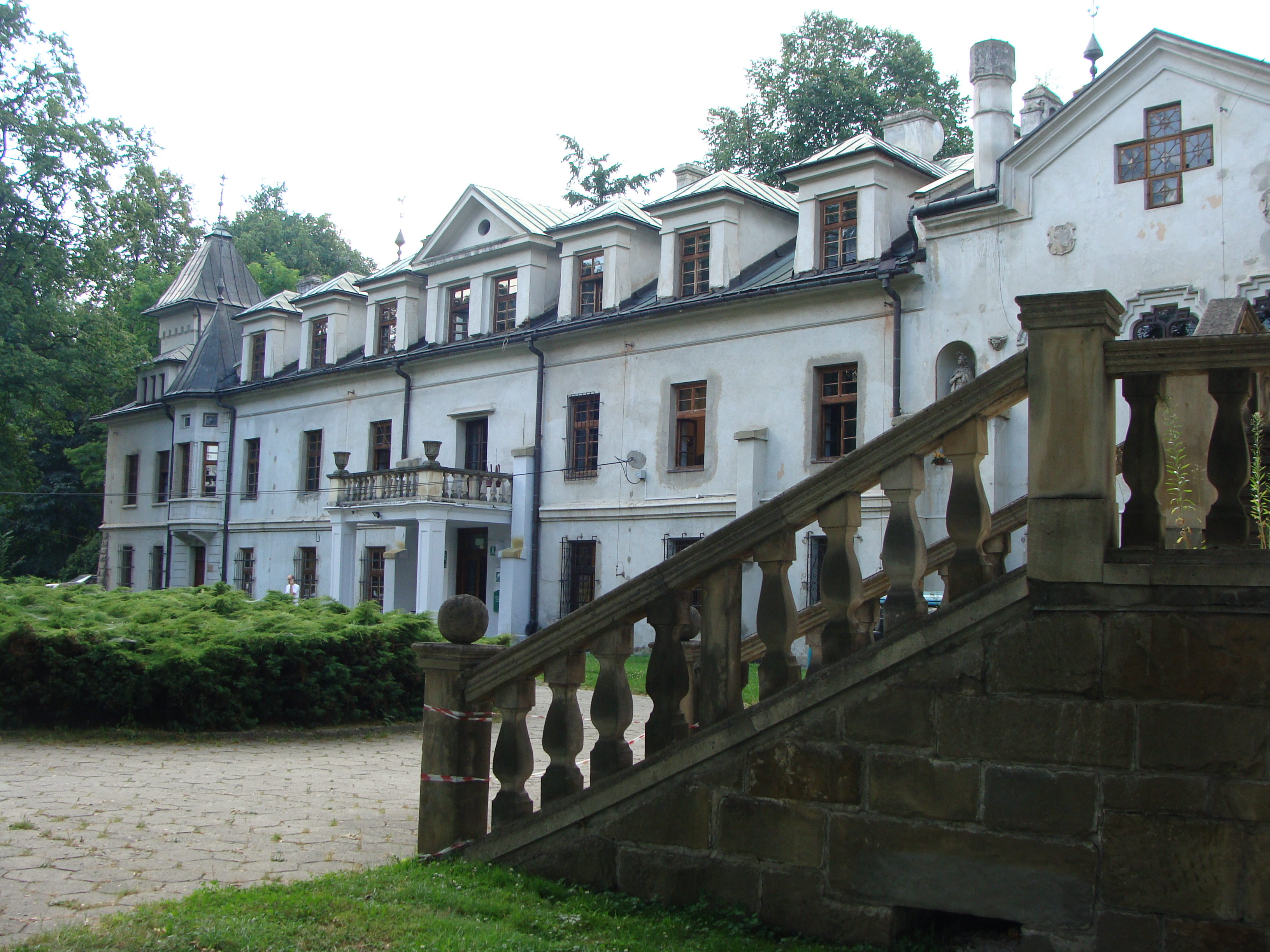
Pałac w Nawojowej. Widok od strony północnej

Łęg – część wsi w Polsce, położona w województwie małopolskim, w powiecie nowosądeckim, w gminie Nawojowa.
Do 1934 wraz z Kamionką Małą stanowił wspólną gminę jednostkową o nazwie Łęg-Kamionka.
W latach 1975–1998 wieś administracyjnie należała do województwa nowosądeckiego.